# Croton medusae
Espèce
Croton medusae est une espèce de plantes à fleursdu genre Croton et de la famille Euphorbiaceae présente au Brésil (Minas Gerais).
Il a pour synonyme :
- Oxydectes medusae, (Müll.Arg.) Kuntze